# Dan Christian Ghattas

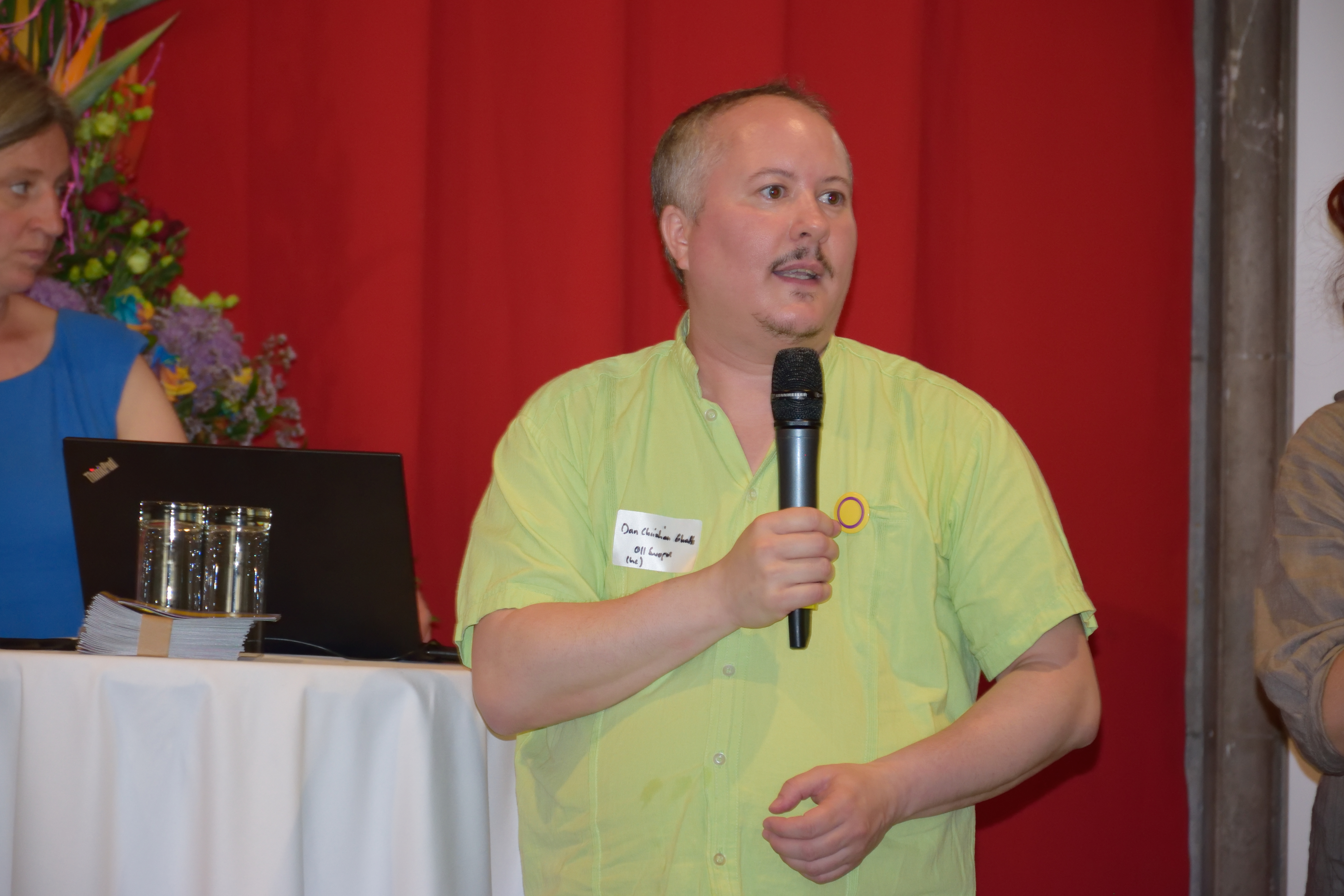
Dan Christian Ghattas bei einer Veranstaltung der Europride 2019 in Wien

Dan Christian Ghattas (Kai Christian Ghattas; auch: Dan (Kai) Christian Ghattas, Kai (Dan) Christian Ghattas, Christian Ghattas) ist ein deutscher Universitätsdozent, Kulturwissenschaftler, Journalist und Coach für Kommunikation und Textarbeit. Als Bürgerrechtsaktivist für Intersex- und Transgender-Menschenrechte publizierte er im Jahr 2013 unter dem Titel Menschenrechte zwischen den Geschlechtern (englisch: Human Rights between the Sexes) mehrfach rezipiert die erste international vergleichende Analyse der Menschenrechtssituation von intersexuellen Menschen.

## Leben

### Ausbildung und Berufstätigkeit
Dan Christian Ghattas absolvierte von 1993 bis 1999 an der Friedrich-Alexander-Universität Erlangen-Nürnberg in den Fächern Ältere deutsche Literatur und Neuere deutsche Literatur sowie Theater- und Medienwissenschaft. Im Fach Ältere deutsche Literatur schloss er mit einem Magister Artium (M.A.) im Juli 1999 ab. 2000 bis 2004 arbeitete er als wissenschaftlicher Mitarbeiter im Sfb 447 Kulturen des Performativen für das „Projekt A1 'Repräsentation und Kinästhetik“. Von 2000 bis 2006 studierte er an der Humboldt-Universität zu Berlin, von Januar bis Juli 2005 über ein Stipendium des Berliner Chancengleichheitsprogramms in Forschung und Lehre und der KFF. Im Februar 2006 promovierte er in mittelalterlicher Kultur zum Doktor der Philosophie (Dr. phil.). (Dissertation publiziert im Jahr 2009.) Er arbeitet unter anderem als Kulturwissenschaftler und seit 2010 als Universitätsdozent. Von August 2014 bis Juli 2018 fungierte er als Project Co-Manager für Antidiskriminierungsarbeit und Empowerment für den Verein TransInterQueer e. V. (TrIQ e. V.). Er schreibt Artikel, macht Pressearbeit und hält Vorträge sowie Workshops und Fortbildungen, alle im universitären und aktivistischen Kontext zu den Themen Trans- und Intergeschlechtlichkeit. Seit Anfang 2018 arbeitet er hauptberuflich als „Executive Director“ von OII-Europe (siehe auch unten).

### Trans*-/Inter*- und Menschenrechtsaktivist
Seit 2002 ist Ghattas in der Trans*Szene Berlins aktiv, seit 2006 auch politisch im Bereich Trans*- und Inter*-Bereich auf Landes-, Bundes- und Europaebene. Seit 2007 für den Verein TransInterQueer e. V. (TrIQ) und von Oktober 2009 bis September 2015 als Outreach und Networking Officer für die IVIM/OII-Germany tätig.
Seit dem Jahr 2009 engagiert sich Ghattas als Bürgerrechtsaktivist für die Menschenrechte intersexueller Personen. Er war Mitorganisator des ersten International Intersex Forum im Jahr 2011 in Brüssel und war auch bei den weiteren drei (2012, 2013 und 2017) Foren Teilnehmer.
Am Tag der Menschenrechte, während des zweiten Intersex Forum in Stockholm im Dezember 2012, begründete er die Nichtregierungsorganisation (NGO) Organization Intersex International Europe (OII Europe) mit, eine Mitgliedsorganisation in der internationalen Organization Intersex International die mit Sitz in Berlin als europäische Dachorganisation der Intersex-Menschenrechts-Organisationen fungiert und 2016 als deutscher eingetragener Verein (e. V.) registriert wurde. Die OII Europe arbeitet für den Schutz und die volle Umsetzung der Menschenrechte von Intersex-Menschen in Europa und weltweit auf Basis der Declaration of Malta, die auf dem dritten International Intersex Forum verabschiedet wurde. Bis zum September 2015 war er Vorstandsmitglied (“Member of the Board”) des OII Europe Network und anschließend bis Januar 2018 neben Miriam van der Have deren Co-Vorsitzender. Im Februar 2018 wurde er zum ersten Geschäftsführer (“Executive Director”) bestellt.
Ghattas Publikation Menschenrechte zwischen den Geschlechtern, die im Oktober 2013 in deutscher und in englischer Sprache (als Human Rights between the Sexes) Sprache in der Reihe Schriften zur Demokratie der Heinrich-Böll-Stiftung veröffentlicht wurde, gilt als die erste vergleichende internationale Analyse der Menschenrechte von Intersexuellen. Sie ergab, dass Intersexuelle weltweit diskriminiert werden.

### Weitere Ehrenämter
Seit 2015 ist Ghattas als European Advisor im internationalen Beirat des philanthropischen Intersex Human Rights Fund, der von der Astraea Lesbian Foundation For Justice mit Sitz in New York gegründet wurde, und ist außerdem seit Juni 2016 als einer der globalen Bridge Builder Advisors der in Boston (Massachusetts) angesiedelten NGO Disability Rights Fund (DRF). Des Weiteren ist er immer wieder als Sprecher und Vortragender bei Veranstaltungen in ganz Europa, beispielsweise bei der Veröffentlichung eines Themenpapiers des Europarats über Menschenrechte und intersexuelle Menschen in Montenegro, und hat eine Reihe von Institutionen mit Fachwissen unterstützt, wie unter anderem die maltesische Regierung, das Europäische Parlament, das Büro des Hohen Kommissars der Vereinten Nationen für Menschenrechte und den UN-Ausschuss zum Schutz der Rechte von Menschen mit Behinderungen.
Von 2009 bis 2015 war Ghattas Vorstandsmitglied des Vereins mob - obdachlose machen mobil e. V., zu dem das Obdachlosen-Magazin Strassenfeger und das Kaffee Bankrott in Prenzlauer Berg gehören, und arbeitete auch in der vom Verein betriebenen Notübernachtung mit.

### Ghattas’ Definition zu „Inter*“
„… Inter* ist eine Bezeichnung für Menschen, die aufgrund ihrer geburtlichen Körperlichkeit nicht in die Norm männlicher oder weiblicher Körper passen. … Es handelt sich nicht um eine Geschlechtsidentität im Sinne eines Dazwischen oder Weder-Noch. Auch wenn intergeschlechtliche Menschen aufgrund ihrer erfahrenen Körperlichkeit eine intergeschlechtliche Identität ausbilden können, so hat diese immer auch einen Bezug zu dem Nicht-in-die-Norm- von männlich- und weiblich-passenden-Körper und den dazugehörigen Erfahrungen.“

## Publikationen
Als LGBTI- und Menschenrechtsaktivist:
- Lena Eckert, Carsten Balzer, Adrian de Silva, Kai Christian Ghattas, Jannik Franzen und Astrid Süß: (2008) Editorial: Pathologisierung und Emanzipation. In: Liminalis. Zeitschrift für Geschlechtliche Emanzipation, Band 2, 2008.[24]
- Wiebke Fuchs, Dan Christian Ghattas, Deborah Reinert, Charlotte Widmann: Studie zur Lebenssituation von Transsexuellen in NRW. Lesben- und Schwulenverband – Landesverband Nordrhein-Westfalen e. V. (Hrsg.), Köln 2012. (PDF auf der Website des LSVD, abgerufen am 5. November 2019. Erste empirische Untersuchung (2011/2012) zum Alltag von Trans*Menschen in Deutschland.[9])
- Menschenrechte zwischen den Geschlechtern. Vorstudie zur Lebenssituation von Inter*Personen (= Heinrich-Böll-Stiftung [Hrsg.]: Schriften zur Demokratie. Band 34). Berlin 2013, ISBN 978-3-86928-115-5 ( [PDF; abgerufen am 5. November 2019] Zweite, leicht veränderte Fassung. Mit einem Vorwort von Barbara Unmüßig, Vorständin der HBS, September 2013).
  - zugleich: Human Rights between the Sexes. A preliminary study on the life situations of inter* individuals (= Heinrich Böll Foundation [Hrsg.]: Publication Series on Democracy. Band 34). Berlin 2013, ISBN 978-3-86928-107-0 (englisch, boell.de [PDF; abgerufen am 5. November 2019] Übersetzt von Adrian de Silva).
- Silvan Agius, Morgan Carpenter, Dan Christian Ghattas: Third Gender. A Step Towards Ending Intersex Discrimination. In: Der Spiegel, 22. August 2014. (Volltext Online, abgerufen am 5. November 2019.)
- Standing Up for the Human Rights of Intersex People. In: Jens M. Scherpe, Anatol Dutta, Tobias Helms (Hrsg.): The Legal Status of Intersex Persons. Intersentia, Cambridge 2018, ISBN 978-1-78068-475-8, S. 427–444.
  - zuerst: Standing up for the human rights of intersex people – how can you help? ILGA-Europe und OII Europe (Hrsg.), Brüssel/Berlin 2015. (PDF. Website der ILGA-Europe, abgerufen am 5. November 2019.)
- Elisa Barth, Ben Böttger, Dan Christian Ghattas, Ina Schneider (Hrsg.): Inter: Erfahrungen intergeschlechtlicher Menschen in der Welt der zwei Geschlechter. NoNo, Berlin 2013, ISBN 978-3-942471-03-9.[25][26]
- Protecting Intersex People in Europe: A toolkit for law and policymakers. With digital appendix and checklist. ILGA-Europe und OII-Europe (Hrsg.), Brüssel/Berlin 2019. (In: ILGA-Europe reports and other materials mit: Toolkit. Appendix to the toolkit. Checklist for law and policymakers. Website der ILGA-Europe, abgerufen am 5. November 2019.)

 Wissenschaftliche Publikationen:
- Kai Christian Ghattas. Hrsg. gemeinsam mit Christa Brüstle, Clemens Risi, Sabine Schouten: Aus dem Takt. Rhythmus in Kunst, Kultur und Natur. transcript Bielefeld 2005.[27]
- Kai Christian Ghattas: Rhythmus der Bilder. Narrative Strategien in Text- und Bildzeugnissen des 11. bis 13. Jahrhunderts. (=Pictura et Poesis, Bd. 26) Böhlau/Köln/[u. a.] 2009, ISBN 978-3-412-20186-9. (Zugleich: Dissertation an der Humboldt-Universität zu Berlin.)[8][28]
- Kai Christian Ghattas, Steffi Bahro, Philip Bracker: Umfrage zur Regelstudienzeit an der Philosophischen Fakultät: Warum überschreiten Studierende der Philosophischen Fakultät die Regelstudienzeit? Mit Unterstützung durch das PEP-Team des ZfQ – Zentrum für Qualitätsentwicklung in Lehre und Studium, Universität Potsdam, Mai 2011, online im Blog 2011/2. In: Potsdamer Evaluationsportal, abgerufen am 5. November 2019. Vgl. auch „Eine qualitativaquantitative Studie“: „internes Dokument“ (Ghattas).[2]
- Kai Christian Ghattas: Körpernarration. Bewegungen als narrative Strategie der Versinnlichung in der Kaiserchronik. In: Nine Miedema (Hrsg.), Matthias Rein (Hrsg.) et al.: Die Kaiserchronik: Interdisziplinäre Studien zu einem buoch gehaizzen crônicâ. Festgabe für Wolfgang Haubrichs zu seiner Emeritierung. Röhrig Universitätsverlag, St. Ingbert 2018, ISBN 978-3-86110-671-5, S. 147–180.